# 五泉山建筑群
36°02′05″N 103°49′21″E / 36.03472°N 103.82250°E
五泉山建筑群位于中国甘肃省兰州市城关区五泉山公园内，2013年被列为第七批全国重点文物保护单位。
五泉山建筑群始建于元代，明、清两代及民国年间多次增建重修。现有庄严寺古建筑群、浚源寺古建筑群、二郎庙、文昌宫古建筑群、大悲殿、武侯祠、地藏寺、卧佛殿、嘛呢寺古建筑群、酒仙祠古建筑群、千佛阁、三教洞、清虚府古建筑群、万源阁、青云梯、木牌坊、山门、半月亭、企桥、秦公庙、太昊宫古建筑群、子午亭、八卦台、澄碧滴翠水榭和漪澜亭共25组，建筑面积1万平方米。